# Noémie Lvovsky
Noémie Lvovsky (pronunciación en francés: /lvɔfski/; París, 14 de diciembre de 1964)  es una directora, escritora y actriz francesa que ha sido reconocida internacionalmente gracias a sus obras notables.

## Filmografía

### Como Directora

#### Largometrajes
- 1994 : Oublie-moi
- 1997 : Petites
- 1999 : La vie ne me fait pas peur
- 2003 : Les sentiments
- 2007 : Faut que ça danse !
- 2012 : Camille regresa
- 2017 : Demain et tous les autres jours

#### Cortometrajes
- 1986 : La Belle
- 1987 : Une visite
- 1989 : Dis-moi oui, dis-moi non
- 1990 : Embrasse-moi

#### Web-series
- 2017 : Loulou, episodi  2 Les Parents : la madre de Loulou

#### Teatro
- 2011 : L'amour, la mort, les fringues de Nora y Delia Ephron, adaptada por Danièle Thompson en el Teatro Marigny

## Premios y distinciones
Festival Internacional de Cine de Cannes
| Año  | Categoría   | Película        | Resultado |
| ---- | ----------- | --------------- | --------- |
| 2012 | Premio SACD | Camille regresa | Ganadora  |